# 1947年の航空
< 1947年
1946年の航空 - 1947年の航空 - 1948年の航空

## 航空に関する出来事
- 1月26日 - KLM航空のDC-3 "Dakota"号が、コペンハーゲンから離陸後墜落し、スウェーデンの王族グスタフ・アドルフを含む22人が死亡した。
- 3月14日 - サウジ・アラビア航空が運用を開始した。
- 4月4日 - 国際民間航空機関（International Civil Aviation Organisation）が発足した。
- 5月28日 - アルヒープ・リューリカの設計した出力940 kg/sのターボジェットエンジンTR-1を搭載した試作戦闘機Su-11(LK)が900 km/hの飛行速度を記録した。
- 5月28日 - British South American Airways が、アゾレス島上空で空中給油を行い、ロンドンからバーミューダまでの無着陸飛行を行った。
- 6月7日 - ソビエトのオリガ・ヤムシチコワがソ連女性として初めて、ジェット機のMiG-9に搭乗した。
- 6月19日 - アルバート・ボイド(Albert Boyd)が、ロッキード P-80で1,003 km/hの公認速度記録を樹立した。

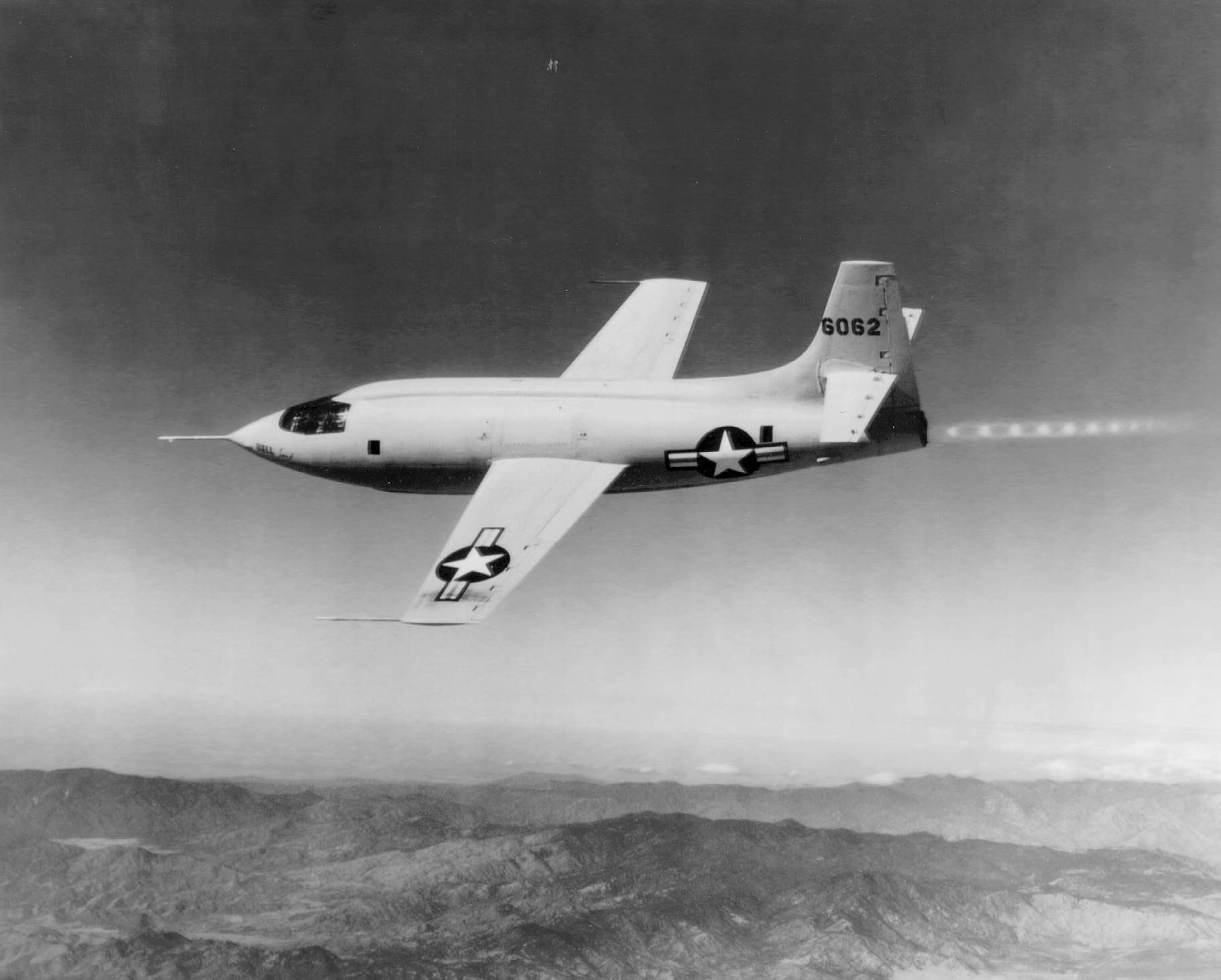
飛行中のベル X-1

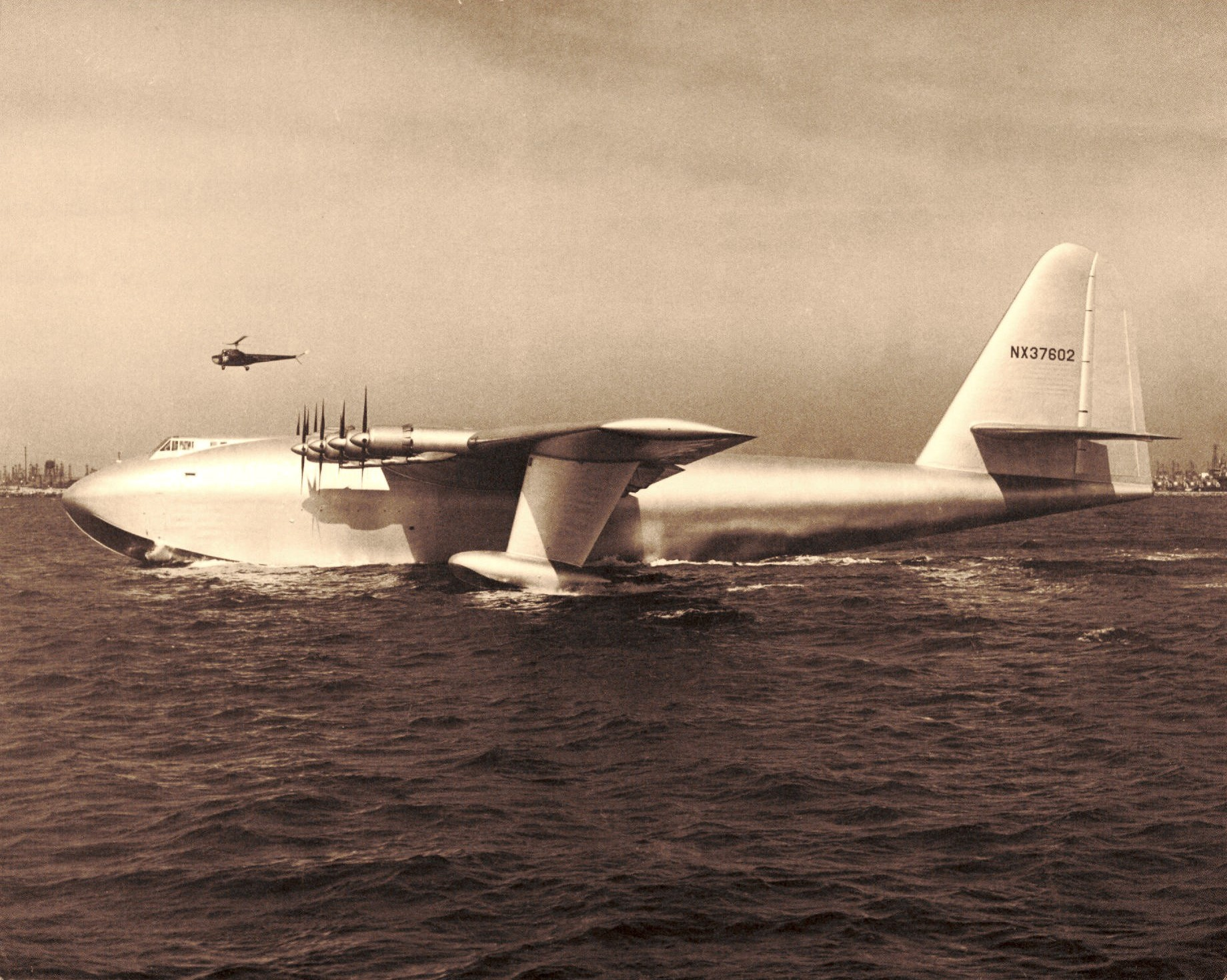
ヒューズ H-4

- 7月3日 - フィリピン空軍が創立された。
- 7月27日 - イギリスで最初に設計され、英国空軍に就役したヘリコプター、ブリストル シカモアが初飛行した。
- 8月1日～2日 - オルバート・F・ラシター （Olbert F. Lassiter）の指揮するB-29、Pacusan Dreamboatが、無給油で9,002マイルの長距離飛行記録と、5,000kmと10,000kmの距離の速度記録を記録した[1]。
- 8月2日 - アルゼンチンのブエノスアイレスを出発しチリのサンチアゴに向けて飛行中のブリティッシュサウスアメリカン航空 (British South American Airways, BSAA) 所属のアブロ ランカストリアン型旅客機スターダスト号がトゥプンガト山中に墜落した。広範囲の捜索が行われたが、乗員乗客、機体もその後、50年以上にわたり行方不明のままとなった。（「ブリティッシュサウスアメリカン航空スターダスト号事故」）
- 8月9日 - アルゼンチン最初のジェット戦闘機I.Ae. 27 プルキー Iが初飛行した。
- 8月10日 - ブリティッシュ・ヨーロッパ・エアウェイズが、貨物専用定期便の運行を始める。
- 8月20日 - マリオン・カールの操縦するダグラス スカイストリークが、1,031 km/hの速度記録を樹立。
- 8月25日 - ターナー・コールドウェルの操縦する、ダグラス スカイストリークが、1,047 km/hの速度記録を樹立。
- 9月17日 - アメリカ空軍が、陸軍から独立する。
- 10月1日 - ロサンジェルス・エアウェイズが、ヘリコプターで郵便貨物の定期運輸を始める。
- 10月1日 - ジョージ・ウェルチが、XP-86で降下中に音速を突破する。
- 10月14日 - チャック・イェーガーが、ロケット動力飛行機のベル X-1で水平飛行中に音速突破飛行を行う。
- 11月2日 - 史上最大の飛行艇、ヒューズ H-4 (Hercules) が初飛行。
- 12月14日 - インドネシア独立戦争中にインドネシア空軍で医薬品輸送の任務にあたっていたハリム・プルダナクスマ空軍准将の操縦するアブロ アンソンが英領マレーで墜落し、パイロットら2名が死亡した。
- 12月17日 - アメリカ空軍が運用したジェット推進爆撃機、ボーイング B-47 ストラトジェットが初飛行した。
- 12月30日 - ミコヤン・グレヴィッチ MiG-15の原型機、I-310が初飛行。

## 1947年に初飛行した機体の画像

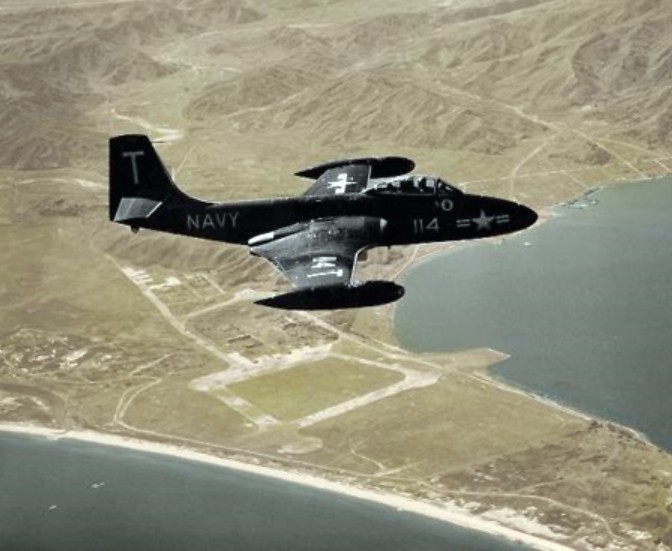
F2H （1月11日）
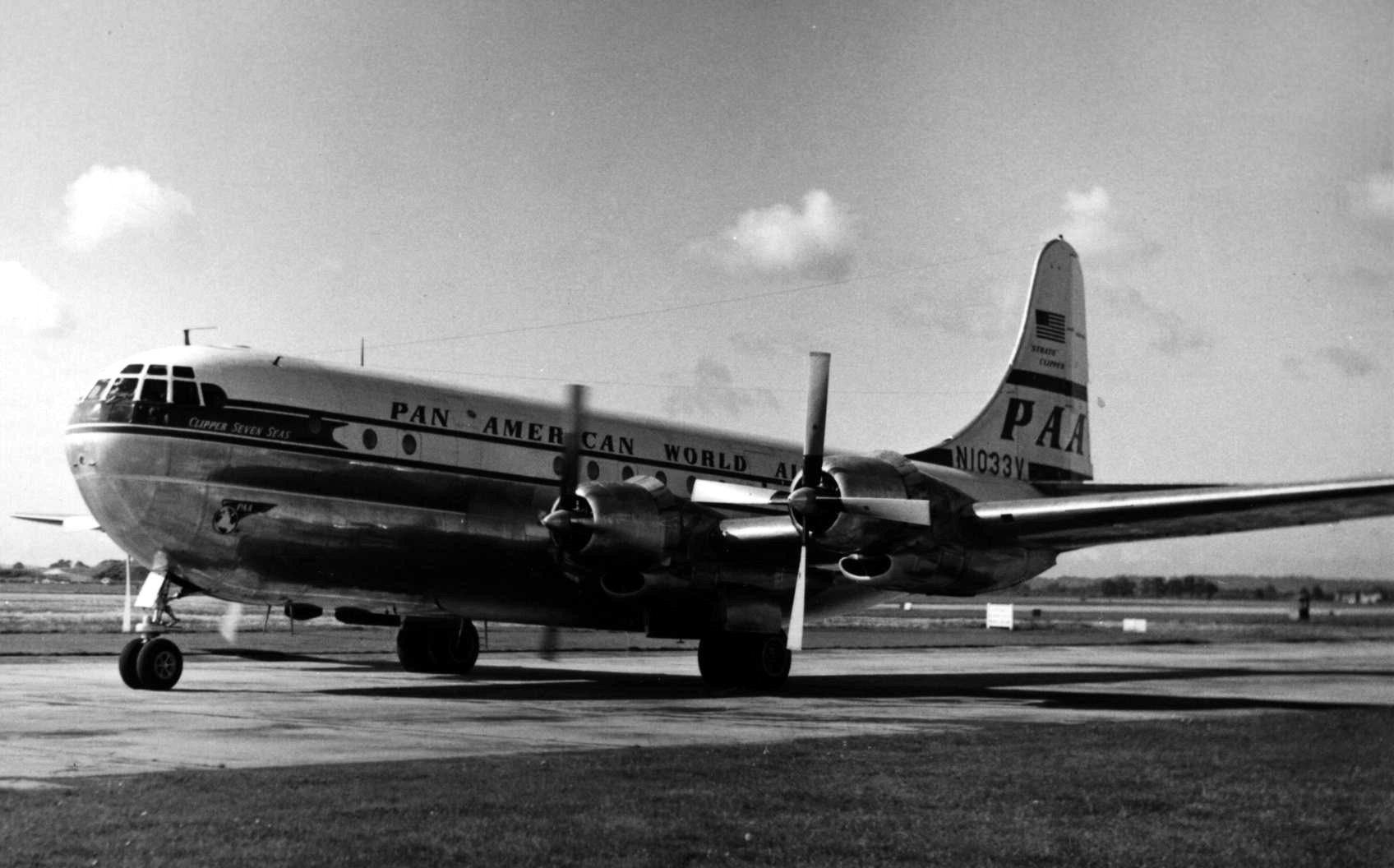
ボーイング377 （7月8日）
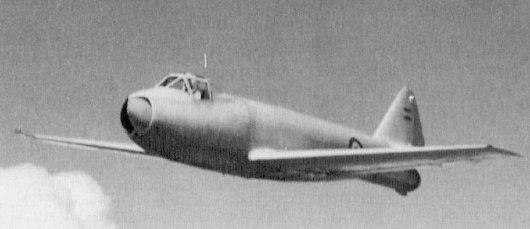
I.Ae. 27 プルキー I （8月9日）
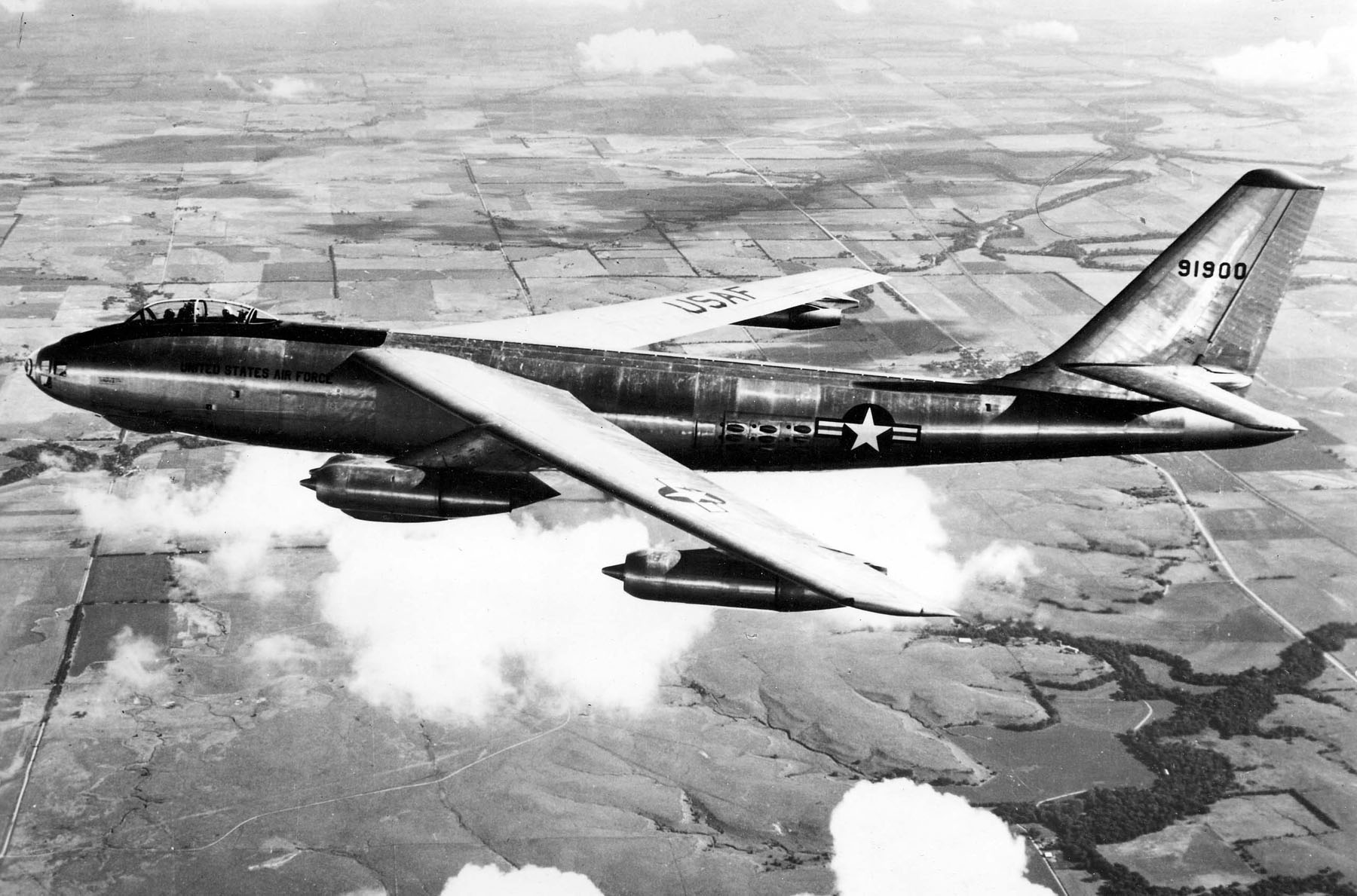
B-47 （12月17日）

## 航空に関する賞の受賞者
- ハーモン・トロフィー： アレキサンダー・セバスキー
- FAI・ゴールド・エア・メダル：チャック・イェーガー
- デラボー賞：マリオン・カール (USA) 、オルバート・F・ラシター (USA) 、W. J. Valentine (USA)、アルバート・ボイド(USA) 、ターナー・キャドウェル (USA)